# NGC 6782
NGC 6782 ist eine Balken-Spiralgalaxie vom Hubble-Typ SBa im Sternbild Pfau am Südsternhimmel. Sie weist in ihrem Inneren einen Ring mit einer hohen Sternentstehungsrate auf. Die Galaxie ist rund 172 Millionen Lichtjahre von der Milchstraße entfernt, hat einen Durchmesser von etwa 125.000 Lichtjahren und ist Mitglied der IC 4845-Gruppe.
Das Objekt wurde am 12. Juli 1834 vom britischen Astronomen John Herschel entdeckt.

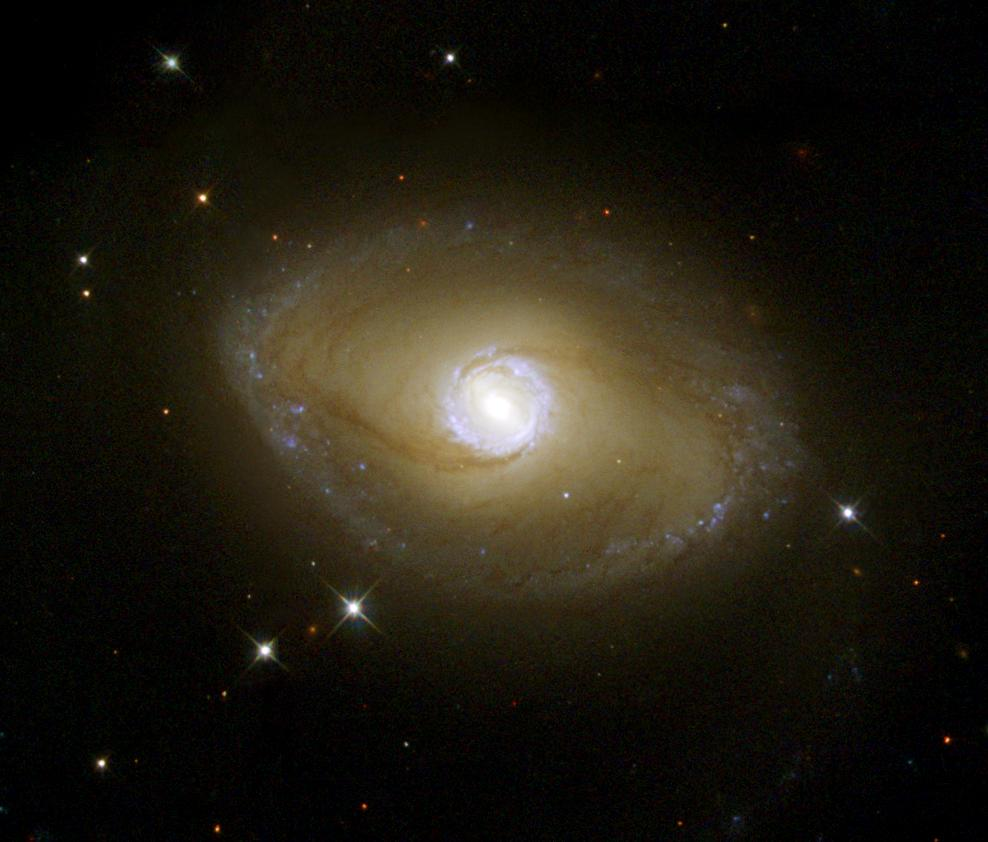
(Hubble-Weltraumteleskop)
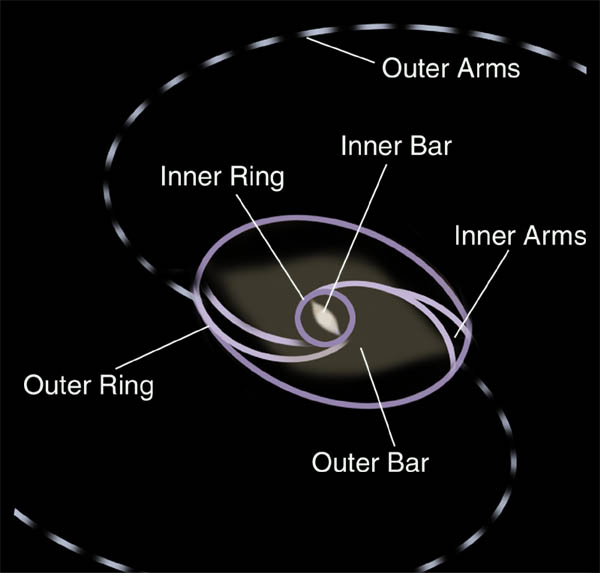
Illustration der Struktur von NGC 6782